# رومن بورنژه
رومن بورنژه (فرانسوی: Romane Bohringer‎؛ زادهٔ ۱۴ اوت ۱۹۷۳) هنرپیشه، کارگردان، فیلم‌نامه‌نویس و طراح لباس اهل فرانسه است که برای ایفای نقش در فیلم شب‌های وحشی جایزه سزار بازیگر نقش اول زن را گرفت. او دختر ریشار بورنژه است.
از دیگر فیلم‌هایی که در آنها نقش داشته می‌توان به شاه زنده است، رژه پنگوئن‌ها، لومیر و شرکا، کسوف کامل، صد و یک شب، کامی‌کازه، آپارتمان، رنوآر، ویک و فلو یک خرس دیدند ، چاقو در قلب، پری دریایی در پاریس و داستان همسرم اشاره کرد. 